# Sifengshan Shuiku
Sifengshan Shuiku (kinesiska: 四丰山水库) är en reservoar i Kina. Den ligger i provinsen Heilongjiang, i den nordöstra delen av landet, omkring 310 kilometer öster om provinshuvudstaden Harbin. Sifengshan Shuiku ligger 89 meter över havet. Arean är 2,0 kvadratkilometer. Trakten runt Sifengshan Shuiku består till största delen av jordbruksmark. Den sträcker sig 2,4 kilometer i nord-sydlig riktning, och 1,9 kilometer i öst-västlig riktning.
Genomsnittlig årsnederbörd är 857 millimeter. Den regnigaste månaden är juli, med i genomsnitt 190 mm nederbörd, och den torraste är januari, med 6 mm nederbörd.